# HD 174959
HD 174959，又名BD+36 3295，SAO 67485、HR 7115，是一颗恒星，视星等为6.09，位于銀經66.35，銀緯15.72，其B1900.0坐标为赤經18h 48m 5.6s，赤緯+36° 15.72′ 8″。